# Lista över offentlig konst i Göteborg
Detta är ett urval av offentlig konst, främst skulpturer, i Göteborgs Stad.
| Titel                                                | Konstnär(er)               | Årtal               | Beskrivning | Typ - material                              | Stadsdel/ort                | Plats Koordinater                                                              | Bild                                                             |
| ---------------------------------------------------- | -------------------------- | ------------------- | --- | ------------------------------------------- | --------------------------- | ------------------------------------------------------------------------------ | ---------------------------------------------------------------- |
| 0121-1110=116045                                     | Lee Jaeyho                 | 2016                | Verket är en stor träring som består av hundratals sammanfogade bitar av polerad kastanj. Verket är en del av projektet Gothenburg Green World och kommer med tiden brytas ner och bli en del av naturens kretslopp.                       | kastanjeträ                                 |                             | Göteborgs botaniska trädgård 57.68133, 11.95223                                |                                                                  |
| Acceleration                                         | Ida Isaksson-Sillén        | 1993                | | brons, sten                                 | Lorensberg                  | Vasaparken 57.6975, 11.97139                                                   | Acceleration                                                     |
| Andligt rum                                          | Pål Svensson               | 1986                | |                                             | Haga                        | Haga koordinater saknas                                                        |                                                                  |
| Arbetarhustru                                        | Elma Oijens                | 1980                | |                                             | Landala                     | Kapellplatsen 57.69347, 11.97164                                               | Arbetarhustru                                                    |
| ARC                                                  | Claes Hake                 | 1995                | | granit                                      | Majorna                     | Klippan, Ankarsmedjan 57.69153, 11.91146                                       | ARC                                                              |
| Arkipelag                                            | Claes Hake                 | 1990                | |                                             | Lindholmen                  | Lindholmsallén 57.70744, 11.93761                                              | Arkipelag                                                        |
| August Kobb                                          | Christian Eriksson         | 1905                | |                                             | Slottsskogen                | Slottsskogen 57.68425, 11.94417                                                | August Kobb                                                      |
| Babianen och kråkan                                  | Sture Collin               | 1998                | | brons                                       | Guldheden                   | Syréngatan koordinater saknas                                                  | Babianen och kråkan                                              |
| Badresorna till Askim                                | Jerd Mellander             | 1973                | |                                             | Slottsskogen                | Linnéplatsen 57.68979, 11.95186                                                | Badresorna till Askim                                            |
| Balansören                                           | Rino Bozajic               | 2006                | | brons                                       | Guldheden                   | Doktor Wengbergs Gata 57.67822, 11.97257                                       | Fler bilder                                                      |
| Barnmorskan Johanna Hedén 1837-1912                  | Inga-Louise Lindgren       | 1989                | |                                             | Sävenäs                     | Östra sjukhuset koordinater saknas                                             | Barnmorskan Johanna Hedén 1837-1912                              |
| Bergslagsurnan                                       | Eric Grate                 | 1922                | | gjutjärn                                    | Majorna                     | Allmänna vägen 57.69579, 11.92422                                              | Bergslagsurnan                                                   |
| Blixt och dunder                                     | Anne Lagergren             | 1994                | |                                             | Biskopsgården               | Norra Fjädermolnsgatan 57.73392, 11.89807                                      | Blixt och dunder                                                 |
| Boj                                                  | Pål Svensson               | 1993                | | granit                                      | Sannegården                 | Sörhallskajen 57.70198, 11.92093                                               | Boj                                                              |
| Boll                                                 | Berit Lindfeldt            | 2007                | |                                             | Kungsladugård               | Älvsborgsplan 57.68519, 11.92022                                               | Boll                                                             |
| Bollspelande flickor                                 | Stig Blomberg              | 1951                | |                                             | Slottsskogen                | Slottsskogsvallen 57.67931, 11.93897                                           | Bollspelande flickor                                             |
| Blue Peter                                           | Eric Langert               | 2013                | |                                             | Sannegården                 | Ostindiefararen 45, Eriksberg 57.6983, 11.91133                                | Blue Peter                                                       |
| Bränt tegel                                          | Lillemor Petersson         | 1990                | | tegel                                       | Johanneberg                 | Sven Hultins Gata 57.68632, 11.97707                                           | Bränt tegel                                                      |
| Bohuslän                                             | Claes Hake                 | 1983                | | brons, natursten, gatsten                   | Nordstaden                  | Utanför Göteborgs centralstation 57.70874, 11.9721                             | Bohuslän                                                         |
| Bältespännarna                                       | Johan Peter Molin          | 1914 (1859)         | |                                             | Lorensberg                  | Bältesspännarparken 57.70287, 11.97168                                         | Bältespännarna                                                   |
| Carl-Axel Moberg 1915-1987                           | Britt-Marie Jern           | 1990                | |                                             | Nordstaden                  | Stadsmuseet, Norra Hamngatan 14 57.70661, 11.96333                             | Carl-Axel Moberg 1915-1987                                       |
| Byst över Carl Michael Bellman                       | Okänd                      |                     | |                                             | Heden                       | Trädgårdsföreningen 57.70485, 11.9743                                          | Byst över Carl Michael Bellman                                   |
| Byst över Carl von Linné                             | Valter Runeberg            | 19XX                | |                                             | Änggården                   | Botaniska trädgården koordinater saknas                                        | Byst över Carl von Linné                                         |
| Staty över Charles Felix Lindberg                    | Jan Steen                  | 1989                | |                                             | Lorensberg                  | Charles Felix Lindbergs plats, Kungsportsavenyen 57.70234, 11.97287            | Staty över Charles Felix Lindberg                                |
| Charles Lindley                                      | Ture Johansson             | 1952                | | bronshuvud på granitsockel                  | Haga                        | Olof Palmes Plats, Järntorget 57.7006, 11.95337                                | Charles Lindley                                                  |
| Dan Andersson                                        | Britt-Marie Jern           | 1990                | | halvfigur i brons på granitsockel           | Haga                        | Järntorget 57.69962, 11.95347                                                  | Dan Andersson                                                    |
| Dan Broström                                         | Erik Rafael-Rådberg        | 1933                | |                                             | Majorna                     | Gamla Varvsparken koordinater saknas                                           | Dan Broström                                                     |
| Danserskorna                                         | Carl Milles                | 1923                | |                                             | Lorensberg                  | Götaplatsen 57.69697, 11.9805                                                  | Danserskorna                                                     |
| Delawaremonumentet                                   | Carl Milles                | 1958                | |                                             | Inom Vallgraven             | Stenpiren 57.70643, 11.95682                                                   | Delawaremonumentet                                               |
| De svarta                                            | Stina Ekman                | 1995                | |                                             | Heden                       | Trädgårdsföreningen 57.70598, 11.97433                                         | De svarta                                                        |
| De tre vingarna                                      | Alexander Calder           | 1979                | |                                             | Angered                     | Angereds Centrum 57.79592, 12.05279                                            | De tre vingarna                                                  |
| Den hemlighetsfulla porten                           | Pål Svensson               | 1986                | |                                             | Heden                       | Trädgårdsföreningen 57.70543, 11.97363                                         | Den hemlighetsfulla porten                                       |
| Den knidiska Afrodite                                | Kopia efter Praxiteles     | 1931                | |                                             | Lorensberg                  | Götaplatsen koordinater saknas                                                 | Den knidiska Afrodite                                            |
| Di-edersekvensen                                     | Gert Marcus                | 1994                | |                                             | Lindholmen                  | Lindholmskajen 57.70481, 11.93822                                              | Di-edersekvensen                                                 |
| Dimman                                               | Gusten Lindberg            | 1975                | | brons                                       | Heden                       | Trädgårdsföreningen 57.70568, 11.9765                                          | Dimman                                                           |
| Diskuskastare                                        | Kopia efter Alkamenes      | 1931                | |                                             | Lorensberg                  | Götaplatsen koordinater saknas                                                 | Diskuskastare                                                    |
| Diskussion                                           | Nanna Ullman               | 1958                | |                                             | Lorensberg                  | Korsvägen 57.69606, 11.98646                                                   | Diskussion                                                       |
| Dold i sitt eget ljus                                | Staffan Nihlén             | 1995                | | granit                                      | Lundby                      | Wieselgrensgatan 57.72406, 11.93517                                            | Dold i sitt eget ljus                                            |
| Dröm                                                 | Jaume Plensa               | 2012                | |                                             | Nordstaden                  | Drottningtorget 57.70799, 11.974                                               | Dröm                                                             |
| Elementarandar                                       | Acke Jansson               | 1974                | | rostfritt stål                              | Johanneberg                 | Sven Hultins Gata 57.68752, 11.97598                                           | Elementarandar                                                   |
| Elementens kamp                                      | Anders Jönsson             | 1930                | |                                             | Bagaregården                | Redbergsplatsen, S:t Pauli kyrka 57.71458, 12.00294                            | Elementens kamp                                                  |
| Ellips                                               | Per Petersson              | 1988                | |                                             | Lindholmen                  | Tankegången 57.70433, 11.93619                                                 | Ellips                                                           |
| Emil och Emilia                                      | Rolf Allan Håkanson        | 1979                | |                                             | Johanneberg                 | Chalmers tekniska högskola, Olgas trappor 57.68931, 11.97556                   | Emil och Emilia                                                  |
| En röst från havet                                   | Magnus Persson             | 1996                | |                                             | Kyrkbyn                     | Eketrägatan koordinater saknas                                                 | En röst från havet                                               |
| Ensam                                                | Margareta Ryndel           | 1987                | |                                             | Kålltorp                    | Torpagatan 20 57.71803, 12.0381                                                | Ensam                                                            |
| Erik Dahlberg                                        | Ninnan Santesson           | 1916                | |                                             | Vasastaden                  | Erik Dahlbergs trappor 57.69508, 11.97146                                      | Erik Dahlberg                                                    |
| Ett segelfartyg sover i hamnen                       | Bianca Maria Barmen        | 2003                | | brons                                       | Majorna                     | Stigbergstorget 57.6989, 11.93404                                              | Ett segelfartyg sover i hamnen                                   |
| Evert Taube                                          | Graham Stacy               | 1990                | |                                             | Majorna                     | Taubegatan koordinater saknas                                                  |                                                                  |
| Evert Taube                                          | Eino Hanski                | 1996                | |                                             | Nordstaden                  | Jussi Björlings plats vid Operan 57.7117, 11.9639                              | Evert Taube                                                      |
| Fasadutsmyckning                                     | Uwe Kersten                | 1992                | |                                             | Gamlestaden                 | Ambrosiusgatan koordinater saknas                                              | Fasadutsmyckning                                                 |
| Fina fisken                                          | Palle Pernevi              | 1961                | |                                             | Guldheden                   | Dr Fries Torg 57.68411, 11.97221                                               | Fina fisken                                                      |
| Fisk                                                 | Ivana Machackova           |                     | |                                             | Sannegården                 | Eriksberg 57.69925, 11.91311                                                   | Fisk                                                             |
| Flaggmaster (3 st)                                   | Bror Chronander            | 1932                | |                                             | Nordstaden                  | Gustav Adolfs torg 57.70723, 11.96748                                          | Flaggmaster (3 st)                                               |
| Flicka med pojke                                     | Eva Berggren               | 1966                | |                                             | Backa                       | Poesigatan 57.73364, 11.97092                                                  | Flicka med pojke                                                 |
| Flickan och sjötrollen                               | Ivar Johnsson              | 1919                | |                                             | Vasastaden                  | Kungsparken 57.702, 11.96691                                                   | Flickan och sjötrollen                                           |
| Flora                                                | Gioacchino Frulli          | 1918                | |                                             | Änggården                   | Botaniska trädgården 57.68322, 11.95034                                        | Flora                                                            |
| Fontänskål                                           | Ingen konstnär             | 1961                | |                                             | Lorensberg                  | Vasaplatsen 57.69931, 11.96969                                                 | Fontänskål                                                       |
| Från klar himmel                                     | Peter Kruse Jill Lindström | 1997                | |                                             | Annedal                     | Konstepidemins väg 57.69017, 11.95544                                          | Från klar himmel                                                 |
| Färdskrivaren                                        | Roj Friberg                | 1992                | |                                             | Lorensberg                  | Artistens entré (inomhus) 57.69628, 11.98287                                   | Det är troligen inte ok att ladda upp en bild av detta konstverk |
| Första vårsolen                                      | Margareta Ryndel           | 1977                | |                                             | Landala                     | Landala 57.69287, 11.97234                                                     | Första vårsolen                                                  |
| Galeonsfigur                                         | Jill Lindström             | 2004                | |                                             | Sannegården                 | Sannegårdshamnen 57.70682, 11.92762                                            | Galeonsfigur                                                     |
| Gemenskap                                            | Ralph Lundquist            | 1995                | |                                             | Slottsskogen                | Linnéplatsen 57.69003, 11.95153                                                |                                                                  |
| Genius                                               | Carl Milles                | 1940                | |                                             | Bö                          | Sankt Sigfrids plan 57.69889, 11.99946                                         | Genius                                                           |
| Genom arbete i arbete                                | Sam Westerholm             | 1986                | |                                             | Haga                        | Olof Palmes Plats, Järntorget 57.7006, 11.95281                                | Genom arbete i arbete                                            |
| Genomkämpat                                          | Stephan Walters            | 1925                | | brons                                       | Bö                          | Entrén till Örgryte gamla kyrka 57.69848, 11.99671                             | Genomkämpat                                                      |
| Gitarrspelare                                        | Gun-Maria Pettersson       | 1994                | |                                             | Biskopsgården               | Norra Fjädermolnsgatan 57.73519, 11.89901                                      | Gitarrspelare                                                    |
| Granit                                               | Claes Hake                 | 1990                | |                                             | Sannegården                 | Eriksberg 57.70114, 11.9155                                                    | Granit                                                           |
| Gränslös tanke                                       | Eino Hanski                | 1997                | |                                             | Lindholmen                  | Hörselgången 57.70586, 11.93781                                                | Gränslös tanke                                                   |
| Gunnar Gren 1920-1991                                | Jan Steen                  | 1993                | | brons                                       | Heden                       | Gamla Ullevi 57.70696, 11.97906                                                | Gunnar Gren 1920-1991                                            |
| Gustaf II Adolf                                      | Bengt Erland Fogelberg     | 1854                | | Staty - brons                               | Nordstaden                  | Gustaf Adolfs torg 57.7071, 11.96683                                           | Gustaf II Adolf                                                  |
| Gustav III                                           | Johan Tobias Sergel        | 1923                | | Byst - brons                                | Lorensberg                  | Näckrosdammen 57.68528, 11.98333                                               | Gustav III                                                       |
| Går du ofta hit, eller?                              | Yvonne T. Larsson          | 2014                | |                                             | Lorensberg                  | Stadsbiblioteket 57.69784, 11.97923                                            | Går du ofta hit, eller?                                          |
| Havets port                                          | Ivana Machackova           |                     | |                                             | Sannegården                 | Eriksberg 57.69847, 11.91194                                                   | Havets port                                                      |
| Havre och betong                                     | Ivar Lindekrantz           | 1956                | | limmad teak                                 | Guldheden                   | Doktor Westrings gata 57.67898, 11.97379                                       | Havre och betong                                                 |
| Havskatt                                             | Jonas Lindmark             | 1990                | | betong                                      | Majorna                     | Adolf Edelsvärds gata, Klippan Hotell Novotel 57.69066, 11.90807               | Havskatt                                                         |
| Hej                                                  | Anne Lagergren             | 1989                | |                                             | Bergsjön                    | Rymdtorget koordinater saknas                                                  |                                                                  |
| Hising Island                                        | Berit Lindfeldt            | 1985                | |                                             | Kvillebäcken                | Kville 57.71899, 11.95029                                                      | Hising Island                                                    |
| Hjalmar Branting                                     | Carl Eldh                  | 1926                | | bronshuvud på granitsockel                  | Haga                        | Olof Palmes Plats, Järntorget 57.70072, 11.95355                               | Hjalmar Branting                                                 |
| Hoppsan                                              | Eva Berggren               | 1989                | |                                             | Askim                       | Ågrenska hälsocentret koordinater saknas                                       |                                                                  |
| Här                                                  | Ebba Matz                  | 2006                | |                                             | Guldheden                   | Wavrinskys plats 57.68878, 11.96831                                            | Här                                                              |
| Här bor vi                                           | Margareta Ryndel           | 1994                | |                                             | Biskopsgården               | Södra Fjädermolnsgatan 57.73211, 11.89825                                      | Här bor vi                                                       |
| Här ska skulpturen ligga                             | Lukas Arons                | 2010                | | diabas                                      | Sannegården                 | De fyra vindarnas plats 57.69929, 11.90526                                     | Här ska skulpturen ligga                                         |
| Incantatio                                           | Roland Borén               | 1992                | |                                             | Lorensberg                  | Artisten, Fågelsången 57.69607, 11.98284                                       | Incantatio                                                       |
| Information                                          | Bertil Lengstrand          | 1993                | |                                             | Biskopsgården               | Norra Fjädermolnsgatan 57.73478, 11.89803                                      | Information                                                      |
| Ingo - the Champ                                     | Peter Linde                | 2011                | |                                             | Heden                       | Utanför Ullevi koordinater saknas                                              | Ingo - the Champ                                                 |
| Inne i Björns rum                                    | Katarina Norling           | 2005                | | betong, klinkerskärvor                      | Bergsjön                    | Rymdtorget koordinater saknas                                                  |                                                                  |
| Inner sources/Ursprung                               | Hagbart Solløs             | 1987                | |                                             | Gullbergsvass               | Nils Ericsonsplatsen 57.70892, 11.97169                                        | Inner sources/Ursprung                                           |
| Innevånare                                           | Annika Löb Mossberg        |                     | |                                             | Tolered                     | Bjurslätts torg 57.72956, 11.92683                                             | Innevånare                                                       |
| Jag vill inte bada                                   | Per Falk                   | 1971                | |                                             | Vasastaden                  | Viktoriagatan 57.69561, 11.96594                                               | Jag vill inte bada                                               |
| John Ericsson                                        | Ingel Fallstedt            | 1899                | |                                             | Lorensberg                  | Kungsportsavenyn 57.70206, 11.97214                                            | John Ericsson                                                    |
| Jonas Alströmer                                      | John Börjeson              | 1905                | |                                             | Inom Vallgraven             | Lilla torget 57.70564, 11.96183                                                | Jonas Alströmer                                                  |
| Järnbärare                                           | Sven Lundqvist             | 1966                | | brons                                       | Masthugget                  | Järntorget 57.70073, 11.95343                                                  | Järnbärare                                                       |
| Järntorgsbrunnen ("De fem världsdelarna")            | Tore Strindberg            | 1927                | | granit, gjutjärn, brons                     | Haga                        | Järntorget 57.69973, 11.95305                                                  | Järntorgsbrunnen ("De fem världsdelarna")                        |
| Kal å Ada                                            | Svenrobert Lundqvist       | 1995                | |                                             | Heden                       | Lisebergs huvudentré 57.69699, 11.991                                          | Kal å Ada                                                        |
| Kambrium                                             | Leo Pettersson             | 1995                | | granit                                      | Sandarna                    | Röda sten 57.6891, 11.90109                                                    | Kambrium                                                         |
| Karin Boye                                           | Peter Linde                | 1987                | |                                             | Lorensberg                  | Kungsportsavenyen 57.698, 11.97887                                             | Karin Boye                                                       |
| Karl Gerhard                                         | Carina Ari                 | 1968                | |                                             | Lorensberg                  | Lorensbergsparken 57.69852, 11.97968                                           | Karl Gerhard                                                     |
| Karl IX ("Kopparmärra")                              | John Börjeson              | 1904 (flyttad 1935) | |                                             | Inom Vallgraven             | Kungsportsplatsen 57.7045, 11.96964                                            | Karl IX ("Kopparmärra")                                          |
| Katt med liten vulkan                                | Bianca Maria Barmen        | 1997                | |                                             | Kyrkbyn                     | Eketrägatan koordinater saknas                                                 | Katt med liten vulkan                                            |
| KattFlickaFjäril                                     | Petra Borèn                | 2000                | | brons                                       | Askim                       | Askims torg 57.63341, 11.93684                                                 | KattFlickaFjäril                                                 |
| Klippdocka                                           | Leo Pettersson             | 1995                | |                                             | Bagaregården                | Redbergsplatsen 57.71608, 12.00461                                             | Klippdocka                                                       |
| Klippdocka                                           | Leo Pettersson             | 1997                | | granit                                      | Sandarna                    | Röda sten 57.6891, 11.90109                                                    | Klippdocka                                                       |
| Klotet, Lejonet och Tvillingarna                     | Inga-Louise Lindgren       | 1994                | | brons                                       | Järnbrott                   | Radiotorget koordinater saknas                                                 |                                                                  |
| Klätterbåt                                           | Bengt Lundin               | 1994                | |                                             | Sannegården                 | Eriksberg 57.70089, 11.91544                                                   |                                                                  |
| Klättraren                                           | Björn Therkelson           | 1986                | |                                             | Heden                       | Trädgårdsföreningen 57.7044, 11.97353                                          | Klättraren                                                       |
| Kommer du ihåg                                       | Douglas Thegerström        | 1986                | |                                             | Annedal                     | Brunnsgatan 14 57.69329, 11.96099                                              | Kommer du ihåg                                                   |
| Knoppning/Frö                                        | Berit Lindfeldt            | 1992                | |                                             | Majorna                     | Amiralitetsgatan 22 koordinater saknas                                         |                                                                  |
| Krigsseglarnas minnesmärke                           | Lars Kleen                 | 1997                | |                                             | Inom Vallgraven             | Stenpiren 57.70646, 11.95723                                                   | Krigsseglarnas minnesmärke                                       |
| Krokus                                               | Tore Strindberg            |                     | |                                             | Lorensberg                  | Kungsparken vid Vasaplatsens nedre del 57.70049, 11.96878                      | Krokus                                                           |
| Krokodilen                                           | Anna-Karin Liedberg        | 2005                | | betong                                      | Sannegården                 | Barken Beatrices gata koordinater saknas                                       | Krokodilen                                                       |
| Kub                                                  | Pål Svensson               | 1993                | | granit                                      | Sannegården                 | Sörhallskajen 57.70207, 11.92198                                               | Kub                                                              |
| Kulan i luften                                       | Jan Wickelgren             | 1983                | |                                             | Heden                       | Ullevi 57.70477, 11.98553                                                      | Kulan i luften                                                   |
| Kvinna vid havet                                     | Ivar Johnsson              | 1932                | | brons                                       | Majorna                     | Sjöfartsmuseet 57.6995, 11.93264                                               | Kvinna vid havet                                                 |
| Källan                                               | Bård Breivik               | 1994                | |                                             | Inom Vallgraven             | Jussi Björlings Plats, Göteborgsoperan 57.71162, 11.96379                      | Källan                                                           |
| Känguru                                              | Torsten Renqvist           |                     | |                                             | Kyrkbyn                     | Eketrägatan koordinater saknas                                                 | Känguru                                                          |
| Lejonbrunnen                                         | Okänd konstnär             | 1925-30             | |                                             | Kålltorp                    | Spelmansplatsen 57.71568, 12.02106                                             | Lejonbrunnen                                                     |
| Lejonen vid Lejontrappan                             | Camilla Bergman            | 1991                | |                                             | inom Vallgraven, Nordstaden | Fontänbron i Brunnsparken 57.70662, 11.96776                                   | Lejonen vid Lejontrappan                                         |
| Lasse Dahlquist                                      | Eva Berggren               | 1986                | |                                             | Heden                       | Liseberg, vid Polketten koordinater saknas                                     | Lasse Dahlquist                                                  |
| Lekande björnar                                      | Arvid Knöppel              | 1962                | |                                             | Bräcke                      | Londongatan 57.70339, 11.90397                                                 | Lekande björnar                                                  |
| Livshjulet – möten i ögonhöjd                        | Ann Carlsson Korneev       | 2014                | |                                             | Inom Vallgraven             | Brunnsparken 57.70691, 11.96888                                                | Livshjulet – möten i ögonhöjd                                    |
| Lingaphone                                           | Olav Christopher Jenssen   | 2011                | |                                             | Lundbyvassen                | Södra Frihamnspiren 57.71053, 11.95714                                         | Lingaphone                                                       |
| Ljusbåge                                             | Erik Åkerlund              | 1996                | |                                             | Änggården                   | Botaniska trädgården 57.68182, 11.95236                                        | Ljusbåge                                                         |
| Luckebas                                             | Lars Lindekrantz           | 1995                | | brons                                       | Arendal                     | Sydatlanten, Norra älvstranden koordinater saknas                              |                                                                  |
| Långa benet före                                     | Ragnhild Alexandersson     | 2003                | | brons                                       | Kyrkbyn                     | Kyrkbytorget 57.71189, 11.90741                                                | Långa benet före                                                 |
| Mandala                                              | Takashi Naraha             | 1992                | |                                             | Inom Vallgraven             | Stora Nygatan 7 57.70661, 11.97447                                             | Mandala                                                          |
| Marmorintarsia                                       | Endre Nemes                | 1955                | |                                             | Järnbrott                   | Axel Dahlströms torg 57.6707, 11.92745                                         | Marmorintarsia                                                   |
| Masterna                                             | Erling Torkelsen           | 1971                | | limmad furu                                 | Masthugget                  | Masthuggstorget 57.69889, 11.94306                                             | Masterna                                                         |
| Medmänsklighet                                       | Eino Hanski                | 1992                | |                                             | Lindholmen                  | Forskningsgången 57.70506, 11.93627                                            | Medmänsklighet                                                   |
| Mellanrum                                            | Roland Tilajcsik           | 2009                | | diabas                                      | Backa                       | Backa Röd 57.74418, 11.9675                                                    |                                                                  |
| Megalitiskt monument                                 | Bård Breivik               | 1995                | | sten                                        | Sannegården                 | Sörhallskajen 57.70218, 11.92285                                               | Megalitiskt monument                                             |
| Millenniemonumentet                                  | Chalmers tekniska högskola | 1999                | |                                             | Lorensberg                  | Kungsportsavenyn 57.70303, 11.97056                                            | Millenniemonumentet                                              |
| Mimi                                                 | Peter Linde                | 1996                | |                                             | Kyrkbyn                     | Kyrkbyn koordinater saknas                                                     | Mimi                                                             |
| Minnesmärke över Raoul Wallenberg                    | Charlotte Gyllenhammar     | 2007                | | grafisk betong, brons                       | Haga                        | Haga Kyrkoplan 57.69839, 11.96163                                              | Minnesmärke över Raoul Wallenberg                                |
| Minnesmärke över de omkomna vid brandkatastrofen     | Claes Hake                 | 2008                | |                                             | Lundby                      | Backaplan 57.72028, 11.95028                                                   | Minnesmärke över de omkomna vid brandkatastrofen                 |
| Minnessten - Gamla garnisonskyrkogården              | Jörgen Lindgren            | 1975                | |                                             | Heden                       | Skånegatan, Polishuset koordinater saknas                                      |                                                                  |
| Mitt hjärtas tupp                                    | Margareta Ryndel           | 1989                | |                                             | Haga                        | Landsvägsgatan koordinater saknas                                              |                                                                  |
| Monolit i fyra delar                                 | Lars Hansson               | 1989                | |                                             | Heden                       | Trädgårdsföreningen 57.70497, 11.97382                                         | Monolit i fyra delar                                             |
| Monumentalskulptur "Vindarnas tempel"                | Per Kirkeby                | 1992                | | Danskt tegel                                | Sannegården                 | Sörhallskajen 57.70235, 11.92452                                               | Monumentalskulptur "Vindarnas tempel"                            |
| Mosaikpelare                                         | David Nash                 | 1998                | | cederträ                                    | Inom Vallgraven             | Rosenlundsplatsen 57.70019, 11.96053                                           | Mosaikpelare                                                     |
| Mul                                                  | Per Agélii                 | 1998                | | granit                                      | Slottsskogen                | Slottsskogen vid lekparken Plikta koordinater saknas                           | Mul                                                              |
| Mut                                                  | Roland Anderson            | 1995 och 1996       | |                                             | Heden                       | Burgårdens utbildningscentrum 57.70012, 11.98634                               | Mut                                                              |
| Myran                                                | Åke Jönsson                | 1976                | |                                             | Tuve                        | Tuve Torg 57.75508, 11.92694                                                   | Myran                                                            |
| Månskäran                                            | Eino Hanski                | 1999                | |                                             | Gårda                       | Utanför Göteborg Energis huvudkontor vid Johan Willins gata. 57.70739, 11.9911 | Månskäran                                                        |
| Mörker, väx morgondag                                | Kent Karlsson              | 2009                | | brons, järn, glas                           | Inom Vallgraven             | Bastionsplatsen 57.70423, 11.97259                                             | Mörker, väx morgondag                                            |
| Möte                                                 | Inga-Louise Lindgren       | 1985                | |                                             | Inom Vallgraven             | Kaserntorget 57.70248, 11.96179                                                | Möte                                                             |
| Möte                                                 | Jill Lindström             | 1994                | |                                             | Sävenäs                     | Stabbetorget 57.71501, 12.04728                                                | Möte                                                             |
| Möte                                                 | Hans Gothlin               | 2013                | | bemålat järn                                | Angered                     | Fjäderharvsgatan koordinater saknas                                            |                                                                  |
| Mötesplats                                           | Ernst Billgren             | 1996                | |                                             | Änggården                   | Sahlgrenska Universitetssjukhuset 57.68322, 11.96012                           | Mötesplats                                                       |
| Najad                                                | Carl Milles                | 1931                | |                                             | Änggården                   | Botaniska trädgården 57.68264, 11.95093                                        | Najad                                                            |
| Najad                                                | Carl Milles                | 1958                | |                                             | Rambergsstaden              | Keillers park 57.7155, 11.94131                                                | Najad                                                            |
| Nalle                                                | Anders Jönsson             | 1931                | |                                             | Olivedal                    | Fjällgatan koordinater saknas                                                  | Nalle                                                            |
| Non-Violence                                         | Carl Fredrik Reuterswärd   | 1997                | |                                             | Lorensberg                  | Kungsportsavenyn 57.69866, 11.97789                                            | Non-Violence                                                     |
| Ny Svenskar                                          | Kristina Müntzing          | 2005                | | rostfri plåt                                | Lindholmen                  | Forskningsgången 57.70664, 11.93718                                            | Ny Svenskar                                                      |
| Näcken                                               | Åke Pallarp                | 1992                | | bemålad granit                              | Haga                        | Handelshögskolans gård 57.69722, 11.96147                                      | Näcken                                                           |
| När vänskapsbanden knytes                            | Wäinö Aaltonen             | 1955                | |                                             | Lorensberg                  | Näckrosdammen / Renströmsplatsen 57.69556, 11.98306                            | När vänskapsbanden knytes                                        |
| Nätverk                                              | Pål Svensson               | 1996                | | rostfritt stål och brons                    | Lorensberg                  | Grindar till entrén till Göteborgs konstmuseum 57.6965, 11.98051               | Nätverk                                                          |
| Olof Wijk                                            | Artur Johansson            | 1956                | |                                             | Lorensberg                  | Bältesspännarparken 57.70272, 11.97242                                         | Olof Wijk                                                        |
| Oraklet                                              | Tilda Lovell               | 2015                | På en sten sitter Oraklet. Det är en humanoid gestalt, sammansatt av delar från havets värld. Ansiktet är uppbyggt av snäckor och musslor och huvudet och håret är en bläckfisk. Ena foten är en fiskstjärt och en hand är en stjöstjärna. | brons, granit                               |                             | Korsgatan, utanför Göteborgs domkyrka 57.70493, 11.96613                       |                                                                  |
| Pan                                                  | Dieter Matzner             | 1989                | |                                             | Heden                       | Trädgårdsföreningen 57.70453, 11.97357                                         | Pan                                                              |
| Parkskulptur II                                      | Christian Berg             | 1965                | | röd granitbetong                            | Änggården                   | Medicinaregatan 57.68617, 11.95745                                             | Parkskulptur II                                                  |
| Pelare                                               | Lars Hansson               | 1994                | |                                             | Biskopsgården               | Norra Fjädermolnsgatan 57.73561, 11.89761                                      | Pelare                                                           |
| Peter Wieselgren                                     | Bror Chronander            | 1910                | |                                             | Inom Vallgraven             | Domkyrkoplan 57.70458, 11.96434                                                | Peter Wieselgren                                                 |
| Place                                                | Veikko Hirvimäki           | 1992                | | granit                                      | Nordstaden                  | Tingsrätten, Smedjegatan-Postgatan koordinater saknas                          |                                                                  |
| Pojken och fågeln                                    | Annika Rydberg             | 1993                | | brons                                       | Backa                       | Selma Lagerlöfs torg 57.75006, 11.98461                                        | Pojken och fågeln                                                |
| Polaren                                              | Charles Brånå              | 1980                | |                                             | Lindholmen                  | Tankegången 57.70431, 11.93594                                                 | Polaren                                                          |
| Polhemsmonumentet                                    | Ivar Johnsson              | 1952                | | bohusgranit                                 | Heden                       | Nya Allén 57.70514, 11.97796                                                   | Polhemsmonumentet                                                |
| Poseidon med brunnskar                               | Carl Milles                | 1927-1931           | |                                             | Lorensberg                  | Götaplatsen 57.69721, 11.97956                                                 | Poseidon med brunnskar                                           |
| Prometheus                                           | Vassili Simittchiev        | 1995                | | betong, brons                               | Inom Vallgraven             | Stora Nygatan 57.70239, 11.96909                                               | Prometheus                                                       |
| Puck                                                 | Pål Svensson               | 1993                | Påkörd av snöröjningen och omskapad som Sagan om ringen (se denna). | hallandsgnejs                               | Sannegården                 | Eriksbergskajen koordinater saknas                                             |                                                                  |
| Regn                                                 | Pål Svensson               | 2013                | |                                             | Haga                        | Handelshögskolans gård 57.69703, 11.96167                                      | Regn                                                             |
| Ruska                                                | Anders Kappel              | 2008                | | skulptur                                    | Annedal                     | Institutionen för journalistik, medier och kommunikation 57.691, 11.9558       | Ruska                                                            |
| Rydbergsmonumentet Även känd som: Den siste Atenaren | Ninnan Santesson           | 1930                | |                                             | Lorensberg/Johanneberg      | Viktor Rydbergsgatan/Geijersgatan 57.69622, 11.97678                           | Rydbergsmonumentet                                               |
| RymdConfetti                                         | Pia Hedström               | 2000                | |                                             | Gårda                       | Dämmeplatsen (Ullevigatan nära Nya Ullevi) 57.70768, 11.99045                  | RymdConfetti                                                     |
| Rådjur                                               | Arvid Knöppel              | 1953                | | brons                                       | Lorensberg                  | Kungsparken 57.7017, 11.96928                                                  | Rådjur                                                           |
| Sagan om ringen                                      | Pål Svensson               | 2007                | Omskapelse av Puck (se denna), efter att den blivit påkörd och skadad av snöröjningen. | granit                                      | Sannegården                 | Sörhallskajen 57.7017, 11.91863                                                | Sagan om ringen                                                  |
| Samuraj                                              | Claes Hake                 | 1990                | |                                             | Lundbyvassen                | Regnbågsgatan 57.71075, 11.94439                                               | Samuraj                                                          |
| Seglats                                              | Elma Oijens                | 1972                | |                                             | Inom Vallgraven             | Rosenlundsgatan 57.70147, 11.95623                                             | Seglats                                                          |
| Sekvens                                              | Ingela Palmertz            | 1993                | |                                             | Annedal                     | Övre Husargatan 57.69086, 11.95374                                             | Sekvens                                                          |
| Shirehäst                                            | Britt-Marie Jern           | 1994                | |                                             | Biskopsgården               | Södra Fjädermolnsgatan 57.73344, 11.89894                                      | Shirehäst                                                        |
| Silverbåge                                           | Pål Svensson               | 2001                | |                                             | Heden                       | Svenska Mässan 57.6972, 11.98789                                               | Silverbåge                                                       |
| Sittande flicka                                      | Gerhard Henning            | 1936                | |                                             | Inom Vallgraven             | Rådhusets gård, Gustaf Adolfs torg 57.70688, 11.96566                          | Sittande flicka                                                  |
| Sjöhästar                                            | Jill Lindström             | 2004                | |                                             | Sannegården                 | Sannegårdshamnen 57.70733, 11.92773                                            | Sjöhästar                                                        |
| Sjösäkerhet                                          | Lillemor Petersson         | 1994                | |                                             | Inom Vallgraven             | Skräddaregatan 57.70525, 11.95973                                              | Sjösäkerhet                                                      |
| Skeppskatt                                           | Jill Lindström             | 2004                | |                                             | Sannegården                 | Sannegårdshamnen 57.70575, 11.92733                                            | Skeppskatt                                                       |
| Skolflicka                                           | Nanna Ullman               | 1954                | |                                             | Kyrkbyn                     | Kyrkbytorget 57.71143, 11.90739                                                | Skolflicka                                                       |
| Skulptur i koppar och polyester                      | Jan Steen                  |                     | |                                             | Vasastaden                  | Viktoriagatan 57.69561, 11.96722                                               | Skulptur i koppar och polyester                                  |
| Skärgårdsfiskare                                     | Svenrobert Lundquist       | 2004                | |                                             | Inom Vallgraven             | Fisktorget/Feskekörka 57.70083, 11.95833                                       | Skärgårdsfiskare                                                 |
| Skärgårdsfiskare                                     | Svenrobert Lundquist       | 2007                | |                                             | Styrsö                      | Donsö hamn 57.59826, 11.79366                                                  | Skärgårdsfiskare                                                 |
| Sleeping Boy                                         | Maria Kudasheva            | 2021                | | muralmålning                                | Stigberget                  | Bangatan 6 57.69836, 11.93528                                                  | Fler bilder                                                      |
| Snäckfontänen, springbrunn                           | Okänd konstnär             | 1925                | |                                             | Bagaregården                | Uddevallaplatsen 57.71764, 12.00577                                            | Snäckfontänen, springbrunn                                       |
| Snäckfågel                                           | Eric Grate                 | 1963                | |                                             | Heden                       | Skånegatan-Engelbrektsgatan 57.7018, 11.98512                                  | Snäckfågel                                                       |
| Solidaritet                                          | Thord Tamming              | 1977                | |                                             | Kortedala                   | Brahegatan, Medborgarhuset koordinater saknas                                  |                                                                  |
| Solringen                                            | Claes Hake                 | 1993                | |                                             | Lorensberg                  | Universitetsbiblioteket, Renströmsparken 57.695, 11.98444                      | Solringen                                                        |
| Soluret                                              | Christian Berg             | 1966                | |                                             | Lorensberg                  | Vasagatan, Röhsska museet koordinater saknas                                   |                                                                  |
| Sommar                                               | Nils Sjögren               | 1947                | |                                             | Guldheden                   | Guldhedstorget 57.68964, 11.96699                                              | Sommar                                                           |
| Spegling                                             | Åke Thornblad              | 1973                | |                                             | Kortedala                   | Kortedala torg 57.75213, 12.03263                                              | Spegling                                                         |
| Spelande Pan                                         | Sigrid Fridman             | 1961                | |                                             | Sävenäs                     | Fräntorpsgatan koordinater saknas                                              |                                                                  |
| Spjutbäraren                                         | Kopia efter Polykleitos    | 1931                | |                                             | Lorensberg                  | Götaplatsen koordinater saknas                                                 | Spjutbäraren                                                     |
| Spjälkning                                           | Nils Olof Bonnier          | 1968                | |                                             | Askim                       | Pilegården 57.64353, 11.9361                                                   |                                                                  |
| Staket med fiskar                                    | Pål Svensson               | 2001                | | stål och brons                              | Sannegården                 | Eriksbergskajen koordinater saknas                                             |                                                                  |
| Stenar och Vatten (Murar)                            | Bengt Blomquist            | 1963                | |                                             | Biskopsgården               | Vårväderstorget 57.71225, 11.89197                                             | Stenar och Vatten (Murar)                                        |
| Stigbergs-Lasse (Sjömannen)                          | Eino Hanski                | 1996                | | brons                                       | Majorna                     | Kulturreservatet Gathenhielm 57.69736, 11.93319                                | Stigbergs-Lasse (Sjömannen)                                      |
| Stillhet                                             | Britt Ignell               | 2002                | |                                             | Guldheden                   | Dr. Allards gata koordinater saknas                                            | Stillhet                                                         |
| Street art (okänt namn)                              | Inkie                      | 2013                | | graffiti                                    | Bö                          | Örgrytevägen 57.69737, 11.99543                                                | Street art (okänt namn)                                          |
| Ställbart universum                                  | Arne Jones                 | 1967                | |                                             | Järnbrott                   | Frölunda torg 57.65311, 11.91111                                               | Ställbart universum                                              |
| Stående                                              | Margareta Ryndel           | 1972                | |                                             | Vasastaden                  | Viktoriagatan 57.69561, 11.96722                                               | Stående                                                          |
| Susanna (Flicka med snäcka)                          | Carl Milles                | 1948                | |                                             | Brämaregården               | Kvilletorget 57.71931, 11.94786                                                | Susanna (Flicka med snäcka)                                      |
| Sven Adolf Hedlund                                   | Per Hasselberg             | 1883                | | Brons på granitsockel                       | Lorensberg                  | Samhällsvetenskapliga biblioteket, Vasagatan 2A i Göteborg. 57.69793, 11.96183 | Sven Adolf Hedlund                                               |
| Såningskvinnan (La Semeuse)                          | Per Hasselberg             | 1883                | | brons                                       | Inom Vallgraven             | Brunnsparken 57.70676, 11.96858                                                | Såningskvinnan (La Semeuse)                                      |
| Sårad amazon (bild)                                  | Kopia efter Polykleitos    | 1931                | |                                             | Lorensberg                  | Götaplatsen koordinater saknas                                                 | Sårad amazon (bild)                                              |
| Sälgubbe                                             | Jill Lindström             | 2004                | |                                             | Sannegården                 | Sannegårdshamnen 57.70526, 11.92738                                            | Sälgubbe                                                         |
| Södra porten                                         | Claes Hake                 | 1995                | |                                             | Gårda                       | Ullevimotet 57.70666, 11.99628                                                 | Södra porten                                                     |
| Tampande pojkar                                      | Stig Blomberg              | 1951                | |                                             | Slottsskogen                | Slottsskogsvallen 57.67922, 11.93908                                           | Tampande pojkar                                                  |
| Tecken i landskapet                                  | Åke Nordström              | 1991                | |                                             | Lorensberg                  | Fågelsången, Artisten 57.69698, 11.98109                                       | Tecken i landskapet                                              |
| Tempel för tvivel och hopp                           | Kent Karlsson              | 2004                | |                                             | Lindholmen                  | Lindholmspiren 57.70686, 11.94217                                              | Tempel för tvivel och hopp                                       |
| TIFO                                                 | Per Petersson              | 2016                | |                                             | Rambergsstaden              | Hjalmar Brantingsgatan 57.71963, 11.93022                                      |                                                                  |
| Till minne av de spanienfrivilliga 1936-1939         | Torsten Renqvist           | 1993                | |                                             | Masthugget                  | Masthuggstorget koordinater saknas                                             | Till minne av de spanienfrivilliga 1936-1939                     |
| Torgny Segerstedtmonumentet                          | Okänd                      | 1955                | | granit                                      | Vasastaden                  | Vasaplatsen 57.69975, 11.96933                                                 | Torgny Segerstedtmonumentet                                      |
| Totem                                                | Carina Wallert             | 1995                | |                                             | Heden                       | Trädgårdsföreningen 57.70507, 11.97405                                         | Totem                                                            |
| Totemistic                                           | Leslie Johnson             | 2013                | | brons                                       | Angered                     | Fjäderharvsgatan koordinater saknas                                            |                                                                  |
| Tre gracer                                           | Per Agélii                 | 2008                | |                                             | Rambergsstaden              | Keillers park 57.71517, 11.94015                                               | Tre gracer                                                       |
| Tre Flickor                                          | Britta Nehrman             | 1952                | |                                             | Heden                       | Skånegatan 57.70165, 11.98594                                                  | Tre Flickor                                                      |
| Tröst                                                | Inger Karlberg             | 1984                | | brons                                       | Sandarna                    | Västra kyrkogården, minneslunden koordinater saknas                            | Tröst                                                            |
| Tub                                                  | Pål Svensson               | 1993                | | granit                                      | Sannegården                 | Sörhallskajen 57.70188, 11.91973                                               | Tub                                                              |
| Tulpan                                               | Eva Lange                  | 1995                | | vångagranit                                 | Änggården                   | Botaniska trädgården 57.68062, 11.95462                                        | Tulpan                                                           |
| Tärningskast                                         | Bengt Inge Lundkvist       | 1980                | |                                             | Kungsladugård               | Lilla Fridhemsgatan koordinater saknas                                         | Tärningskast                                                     |
| Under ytan finns grunden                             | Pål Svensson               | 1986                | Fyra olika delar finns placerade i gångtunneln. Tre av delarna har bild. | mosaik, granit                              | Nordstaden                  | Tunneln mellan Östra Nordstan och Göteborgs centralstation 57.70865, 11.97132  | Under ytan finns grunden                                         |
| Ung man                                              | Astrid Noack               | 1962                | |                                             | Kungsladugård               | Ståthållaregatan 57.68308, 11.92497                                            | Ung man                                                          |
| Ung man ("Sommaren")                                 | Eric Grate                 | 1947                | | granit                                      | Bräcke                      | Utmarksgatan 57.70419, 11.89687                                                | Ung man ("Sommaren")                                             |
| Unghäst                                              | Elma Oijens                | 1959                | |                                             | Brämaregården               | Virvelvindsgatan 57.72007, 11.94314                                            | Unghäst                                                          |
| Ur väggen                                            | Yvonne T. Larsson          | 2009                | | cortenstål och syrafast rostfritt stål      | Högsbo                      | Axel Dahlströms torg 57.67102, 11.92708                                        | Ur väggen                                                        |
| Ut                                                   | Alina Chaiderov            | 2016                | |                                             | Olskroken                   | Redbergsparken koordinater saknas                                              |                                                                  |
| Vallmo och Gående hatt                               | Eva Lange                  | 2009                | | röd bohusgranit                             | Angered                     | Bergsgårdsgärdet koordinater saknas                                            |                                                                  |
| Vattenlek, fågelbad                                  | Ingen konstnär             | 1925                | |                                             | Landala                     | Egnahemsplatsen 57.68691, 11.9721                                              | Vattenlek, fågelbad                                              |
| Vattensnäcka                                         | Carl Magnus                |                     | |                                             | Heden                       | Trädgårdsföreningen 57.70665, 11.97692                                         | Vattensnäcka                                                     |
| Vattnets väg till havet                              | Pål Svensson               | 1993                | |                                             | Sannegården                 | Eriksberg 57.70226, 11.92091                                                   | Vattnets väg till havet                                          |
| Veras laboratorium                                   | Jan Cardell                | 2019                | Vera Sandberg, den första kvinna i Sverige som tog ingenjörsexamen. | bronsstaty med ljus och rörelse             | Johanneberg                 | Veras Sandbergs allé 57.69227, 11.97431                                        |                                                                  |
| Vid stranden                                         | Lars Hansson               | 1995                | | brons, granit                               | Backa                       | Brunnsbotorget 57.72831, 11.97031                                              | Vid stranden                                                     |
| Viktoria                                             | Gino Scarpa                | 1970                | |                                             | Vasastaden                  | Viktoriagatan 19 57.69597, 11.96633                                            | Viktoria                                                         |
| Vilande figur i två delar III                        | Henry Moore                | 1962                | |                                             | Lorensberg                  | Göteborgs konstmuseum, tidigare Slottsskogen koordinater saknas                |                                                                  |
| Vindmobil                                            | Jonas Lindmark             | 1997                | |                                             | Sannegården                 | Dockpiren 57.69946, 11.91603                                                   | Vindmobil                                                        |
| Vindöga                                              | Pål Svensson               | 2002                | | diabas                                      | Torp                        | Stora Torp koordinater saknas                                                  |                                                                  |
| Vingarna                                             | Carl Milles                | 1916                | |                                             | Lorensberg                  | Götaplatsen koordinater saknas                                                 | Vingarna                                                         |
| Vingslag                                             | Gudrun Eduards             | 1992                | |                                             | Sannegården                 | Inägogatan 57.71522, 11.91119                                                  | Vingslag                                                         |
| Vinkling och Bortklipp                               | Ingela Palmertz            | 2012                | Bortklipp sitter på fasadhörnet. | granit, rostfritt stål och tvåkomponentlack | Sävenäs                     | Kaggeledshuset, Kaggeledsgatan 36 57.72195, 12.03488                           | Vinkling och Bortklipp                                           |
| VM Fri Idrott                                        | Thord Tamming              | 1995                | |                                             | Heden                       | Ullevigatan, Nya Ullevi 57.70706, 11.98894                                     | VM Fri Idrott                                                    |
| Vågens tjusning (Attrait de la Vague)                | Per Hasselberg             | 1922                | Skulptur av en flicka, som omedvetet spelar på näckens harpa | brons                                       | Lorensberg                  | Parken vid Engelbrektsgatan / Vasakyrkan 57.69721, 11.97439                    | Vågens tjusning (Attrait de la Vague)                            |
| Woodelf                                              | Carin Ellberg              | 2005                | | betong                                      | Majorna                     | Chapmans torg 57.69384, 11.91959                                               | Woodelf                                                          |
| Vårdträdet / Den gamla hästkastanjen                 | Lars Stocks                | 1991                | |                                             | Kungsladugård               | Dalheimers hus, Slottsskogsgatan 12 57.68936, 11.9185                          | Vårdträdet / Den gamla hästkastanjen                             |
| Våren                                                | Eric Grate                 | 1950                | |                                             | Sävenäs                     | Kaggeledstorget 57.72311, 12.03497                                             | Våren                                                            |
| Våren                                                | Gunvor Svensson Lundkvist  | 1996                | | brons                                       | Lorensberg                  | Kungsparken 57.70198, 11.96835                                                 | Våren                                                            |
| Väntan                                               | Britt Ignell               | 2001                | | brons, granit                               | Järnbrott                   | Lantmilsgatan 57.66717, 11.92495                                               | Väntan                                                           |
| Världsomsegling                                      | Elma Oijens                | 1957                | |                                             | Biskopsgården               | Väderlekstorget 57.71771, 11.88694                                             | Världsomsegling                                                  |
| Växtkraft                                            | Kjell Friberg              |                     | |                                             | Änggården                   | Botaniska trädgården 57.68298, 11.9511                                         | Växtkraft                                                        |
| Weeping girl                                         | Laura Ford                 | 2009                | | brons                                       | Gullbergsvass               | Göteborgs centralstation (inomhus) 57.70874, 11.9732                           | Det är troligen inte ok att ladda upp en bild av detta konstverk |
| Your 15 minutes of fame                              | Tina Frausin               | 2012                | |                                             | Lindholmen                  | Backa Teater 57.70597, 11.93606                                                | Your 15 minutes of fame                                          |
| Ägget                                                | Egon Möller-Nielsen        | 1952                | Lekskulptur | konststen                                   | Vasastaden                  | Per Angers plats 57.70066, 11.96777                                            | Ägget                                                            |
| Älg                                                  | Ragnhild Alexandersson     | 1996                | | brons                                       | Högsbo                      | Växelmyntsgatan koordinater saknas                                             |                                                                  |
| Öppen famn                                           | Roland Anderson            | 1984                | |                                             | Heden                       | Sten Sturegatan 57.70013, 11.98544                                             | Öppen famn                                                       |
| Okänd titel                                          | Okänd                      |                     | En tentakel som kommer upp ur marken |                                             | Vasastaden                  | Kungsparken 57.70288, 11.96993                                                 |                                                                  |

## Tidigare utplacerade konstverk
Nedan följer en lista på konstverk som tidigare varit utplacerade men nu är i förvar, förstörda eller försvunna.
| Titel               | Konstnär(er) | Årtal | Beskrivning | Typ - material | Stadsdel/ort | Tidigare plats Koordinater              | Bild |
| ------------------- | ------------ | ----- | ----------- | -------------- | ------------ | --------------------------------------- | ---- |
| Bruden som försvann | Lars Stocks  | 1986  |             |                | Änggården    | Botaniska trädgården koordinater saknas |      |